# Parque Estadual Caverna do Diabo
O Parque Estadual Caverna do Diabo é um parque estadual de São Paulo, abrangendo os municípios de Barra do Turvo, Cajati, Eldorado e Iporanga. Foi criado em 21 de fevereiro de 2008 (17 anos). Parte do Mosaico de Unidades de Conservação do Jacupiranga (antigo Parque Estadual do Jacupiranga, criado em 1969), preserva importantes trechos de Mata Atlântica do litoral sul de São Paulo. O principal atrativo turístico é o sistema de cavernas, sendo a Caverna do Diabo, a principal. Esta caverna possui 6 mil metros de extensão, mas apenas 600 m estão abertos à visitação e já possui um sistema de iluminação para o visitante regular. O parque é habitat de espécies ameaçadas de extinção, como o mico-leão-de-cara-preta e a onça-pintada.